# داء كينبوك
داء كينبوك هو اضطراب في الرسغ. سُمي على اسم الدكتور روبرت كينبوك، اختصاصي الأشعة في فيينا، النمسا الذي وصف تلين العظم الهلالي في عام 1910.
المرض عبارة عن تفتت في العظم الهلالي، وهو عظم رسغي يتمفصل مع عظم الكعبرة في الساعد. يُعد مرض كينبوك اسمًا آخرًا للنخر اللاوعائي (تموت وتكسر أنسجة العظام بسبب انقطاع إمداد الدم إليها) لكن مع حدوث تفتت للعظم الهلالي. سبب حدوث المرض عادة هو اضطراب شرياني، ولكن قد يحدث أيضًا بعد مرض معين ينتج عنه احتقان وريدي مع ارتفاع الضغط بين العظام.

## السبب
السبب الدقيق لداء كينبوك غير معروف بعد، لكن يعتقد أن هناك عددًا من العوامل التي تهيئ الشخص للإصابة به. لا يوجد دليل على أن مرض كينبوك وراثي، فقد تساعد العوامل الوراثية غير المحددة في تطور الحالة.
أظهرت الدراسات الحديثة وجود علاقة متبادلة بين الذين يعانون من داء كينبوك وأصولهم من أوروبا الغربية، ولكن لا يوجد رابط واضح يمكن تأكيده بشكل إيجابي.
يمكن أن يكون سبب بدء نخر العظم الهلالي في كثير من الأحيان حدوث صدمة في الرسغ، مثل الكسر المركب، وقد يسبب ذلك حدوث انقطاع في إمداد الدم للمنطقة المصابة. يصل الدم إلى العظم الهلالي عبر عدة شرايين، يشارك كل شريان بنسبة مئوية معينة. عندما يتوقف إمداد أحد هذه الشرايين ستزداد احتمالية إصابة المريض بنخر عظام هذه المنطقة. على الرغم من كثرة الأدلة، لم يُعرَف السبب بشكل قاطع بعد.
توجد بيانات على الإنترنت[بحاجة لمصدر] تفيد بأن معظم الأشخاص الذين يعانون من مرض كينبوك يتأثرون بأيديهم المسيطرة، على الرغم من أن حوالي ثلث المصابين يبلغون عن الحالة في يدهم غير المسيطرة. في حالات قليلة جدًا، يُصاب الأشخاص بالمرض في كلا الرسغين.
يصنف مرض كينبوك على أنه «اضطراب نادر»، إذ يُصاب به أقل من 200 ألف شخص من سكان الولايات المتحدة.
يشعر العديد من مرضى كينبوك بالإحباط بسبب عدم وجود إجماع بين جراحي اليد حول العلاجات المثلى لمرض كينبوك. بغض النظر عن مرحلة تطور المرض، لا يوجد علاج أفضل من غيره، وغالبًا ما يعتمد القرار جزئيًا، أو حتى في الغالب، على عوامل عرضية مثل تحمل المريض للألم، ورغبة المريض في استخدامه ليده بشكل فعال من جديد (خاصة إذا كان المريض يعمل بمهنة يدوية)، ومستوى خبرة الجراح في العلاجات المختلفة.
مع ذلك، نظرًا لاختلاف حالات داء كينبوك عن بعضها، فلا بد أن تكوين عظام الرسغ والذراع هي عوامل مهمة لكل مريض بشكل فردي. لذلك، لن تتمكن عملية جراحية واحدة من حل جميع المشكلات المرتبطة بالمرض. وبالتالي، لا يمكن التوصل إلى توافق في آراء الجراحين.

## التشخيص

### التصنيف الشعاعي
وصفه ديفيد ليتشمان لأول مرة في عام 1977. الغرض من نظام التصنيف هذا هو توجيه العلاج ومقارنة النتائج السريرية.
1. المرحلة الأولى: منظر طبيعي شعاعيًا (كسر هلالي محتمل).
2. المرحلة الثانية: مرحلة تصلب النسيج الهلالي قبل التهدم العظمي. (تبدأ أجزاء من العظم الهلالي بالتدهور، ويظهر ذلك على شكل تلوّن أبيض في صور الأشعة السينية).
3. المرحلة الثالثة أ: التهدم والتفتت الهلالي، بالإضافة إلى انزياح قريب لرأس العظم.
4. المرحلة الثالثة ب: التهدم والتفتت الهلالي، بالإضافة إلى انزياح قريب لرأس العظم بالإضافة إلى وجود تشوه ثابت في انثناء العظم الزورقي.
5. المرحلة الرابعة: يُضاف إلى التغييرات السابقة حدوث التهاب المفاصل الرسغية والكعبرية.

## العلاج
يمكن إجراء العمليات الجراحية التي تهدف إلى إعادة إمداد الدم إلى المنطقة.
تُطبّق العلاجات المختلفة اعتمادًا على المرحلة التي وصل إليها المرض عند اكتشافه.
إذا أظهرت الأشعة السينية وجود عظم هلالي متأثر بشكل طفيف جدًا (لم يفقد جزءًا كبيرًا من حجمه، ولم ينضغط على شكل مثلث)، وأظهر التصوير بالرنين المغناطيسي نقصًا في تدفق الدم إلى العظام، فعادة ما يحاول الأطباء تطبيق إجراء عودة التوعي. تتضمن تقنيات عودة التوعي عادةً طعمًا عظميًا مأخوذًا من مكان آخر من الجسم، ويُثبّت غالبًا في مكانه بواسطة مثبت خارجي لمدة أسابيع أو أشهر، نجح هذا العلاج في حالات المراحل المتأخرة حتى المرحلة الثالثة ب، على الرغم من أن استخدامها في مراحل لاحقة (مثل معظم علاجات داء كينبوك) مثير للجدل.
قد يكون أحد خيارات العلاج المحافظ هو استخدام جهاز تحفيز العظام بالموجات فوق الصوتية، والذي يستخدم الموجات فوق الصوتية النبضية منخفضة الكثافة لزيادة عامل نمو بطانة الأوعية الدموية (VEG-F) وزيادة تدفق الدم إلى العظام.
يعاني بعض مرضى داء كينبوك من اختلاف كبير بشكل غير طبيعي في الطول بين عظمي الكعبرة والزند، يُطلق عليه «التباين الزندي»، والذي يُفترض أنه يسبب ضغطًا زائدًا على العظم الهلالي، مما يساهم في نقص توعيته الدموية. في حال وجود اختلاف كهذا، يُجرى عادة تقصير لعظم الكعبرة. يُجرى في سياق ذلك تقصير لعظم الكعبرة (العظم الجانبي الطويل) بطول معين، عادةً ما بين 2 و5 مم، لتخفيف الضغط على العظم الهلالي المتضرر. تُدخَل صفيحة من التيتانيوم لتثبيت العظم الذي أُجريت عليه العملية.
خلال المرحلة الثالثة، يبدأ العظم الهلالي بالتفتت بسبب ضغط العظام المحيطة به. ينتج عن ذلك شظايا حادة من العظام تطفو بين المفاصل، مما يسبب ألمًا مبرحًا. وفي هذه المرحلة، يكون العظم الهلالي جاهزًا للإزالة. أكثر العمليات الجراحية المُجراة هي استئصال صف العظم الرسغي القريب، إذ يُستأصل العظم الهلالي، والزورقي، والمثلثي. يحد ذلك بشكل كبير من نطاق حركة الرسغ، ولكن يخف الألم في حال هذا الإجراء أكثر من غيره من الإجراءات.
أحد الخيارات الجراحية الأخرى لهذه المرحلة هي غرس التيتانيوم أو السيليكون أو البيروكربون الذي يأخذ مكان العظم الهلالي، لكنها غير مفضلة عند الأطباء بسبب ميل الزرعة لتنعيم حواف العظام المحيطة، مما يسبب ألمًا عصبيًا عند تحريك الرسغ.
بعد استئصال العظم الهلالي، يمكن إجراء عملية تقصير الزند. سيخفف ذلك من الضغط على مفصل الرسغ المتمفصل بعد العملية مع العظم الحمصي والكلابي. يمكن إجراء العملية بنفس طريقة تقصير العظم الكعبري، إذ يُزال جزء صغير، أو قد يُستأصل الجزء العلوي من عظم الزند بالكامل بحسب ما يراه الجراح مناسبًا.
في المرحلة الرابعة، يتفتت العظم الهلالي تمامًا وتتحرك العظام الأخرى في الرسغ للأسفل لملء الفراغ. تبدو اليد خلال هذه المرحلة مشوهة ومشلولة. الإجراء الوحيد الذي يمكن القيام به عندها هو الالتحام الكلي للمعصم، أذ تُدخَل صفيحة على الجزء العلوي من المعصم من الكعبرة باتجاه الرسغ، مما يؤدي إلى تجميد حركة المعصم بشكل فعال. ستبقى حركة الدوران ممكنة بعدها، إذ سيتحكم بها عظمي الكبرة والزند.
يعد هذا حاليًا الخيار الجراحي الأخير والأفضل لمرضى داء كينبوك.
معظم العلاجات الموصوفة هنا ليست حصرية، أي أنه قد يتلقى مريض واحد أكثر من علاج واحد في سعيه لتخفيف الألم. فقد خضع بعض المرضى مثلًا لعملية تطعيم عظمي، وتقصير كعبري،واستئصال صف العظم الرسغي القريب، ودمج معصم، وكل ذلك على اليد نفسها.